# Forêts pluviales de Negros et Panay
Localisation
Les forêts pluviales de Negros et Panay (IM0114) forment une écorégion définie par le fonds mondial pour la nature (WWF) située aux Philippines. Elle appartient à l’écozone Indomalaise (IM) et au biome des forêts décidues humides tropicales et subtropicales.

## Géographie

### Localisation et géologie
Elle couvre la partie occidentale des Visayas et inclut trois îles principales (Negros, Panay et Cebu) ainsi que de nombreuses plus petites (Masbate, Ticao, Guimaras, Sibuyan, Romblon, Tablas et Siquijor), au centre des Philippines. La plupart des îles de l'écorégion ont émergé depuis 6 millions d'années. Le sol de Sibuyan est composé de schistes pré-tertaires, de marbre et de roche volcanique et ultramafique. Cebu est traversée par une cordillère montagneuse et 70 % de l'île sont constitués de pentes à 16 %. Sa géologie inclut du calcaire, de la marne et du karst. Negros compte une chaîne de volcans. Les détroits entre l'écorégion et les îles de Luçon et Mindanao sont profonds de 120 m. Pendant la dernière glaciation, au pléistocène, le niveau de la mer était environ 120 m plus bas, et les îles n'étaient alors séparées que par un très fin bras de mer. Les îles sont plutôt accidentées — à part la partie occidentale de Panay et la majorité de Masbate. Le point culminant de l'écorégion est le stratovolcan Kanlaon, qui atteint 2 465 m dans le centre-nord de Negros.

### Climat
Les précipitations moyennes sont approximativement de 2 419 mm par an. Juillet et août sont les mois les plus humides. On observe, sur les côtes occidentales de Negros et Panay, une saison sèche de novembre à février. D’après National Geographic, l’écorégion est couverte d’un climat tropical humide. Selon la classification de Köppen-Geiger, c'est un climat de savanes tropicales à hiver sec, de forêts tropicales et de moussons tropicales.

## Biodiversité

### Flore
La végétation de l'écorégion est plutôt diverse : forêts côtières, mangroves, forêts tropicales pluviales des basses terres, forêts montagneuses, prairies et forêts de bruyères. Les premières se mélangent avec les autres près des côtes et incluent des Casuarina et Barringtonia. Les mangroves et marais, près des côtes, sont rendus rares par l'activité humaine. Les plantes les plus présentes y sont le bambou, les palmiers, les vignes et Pterocarpus indicus. Dans les basses terres, les genres les plus fréquents sont Dipterocarpus, Pterocarpus, Pandanus, Shorea et Hopea. Cette forêt atteint 45 à 65 m et est plutôt dense, avec trois niveaux de canopée. On trouve des lianes et des bambous dans les forêts les plus matures. Sur les plus grands arbres, on trouve des orchidées, fougère et autres plantes épiphytes. À de plus hautes altitudes, il n'y a plus que deux niveaux de canopées, la forêt est moins haute et les épiphytes sont plus nombreux. Dans les collines de 650 et 1 000 m, les genres dominants sont Dipterocarpus, Elaeocarpus, Shorea, Quercus et Castanea. Au-dessus de cette zone, des forêts de montagne se développent avec des arbres tels que Laurus nobilis ou des chênes. À partir de 1 200 m, la très haute humidité permanente crée des forêts de montagne couvertes de mousses et d'épiphytes, avec des fougères arborescentes qui atteignent 10 m de haut.

### Faune

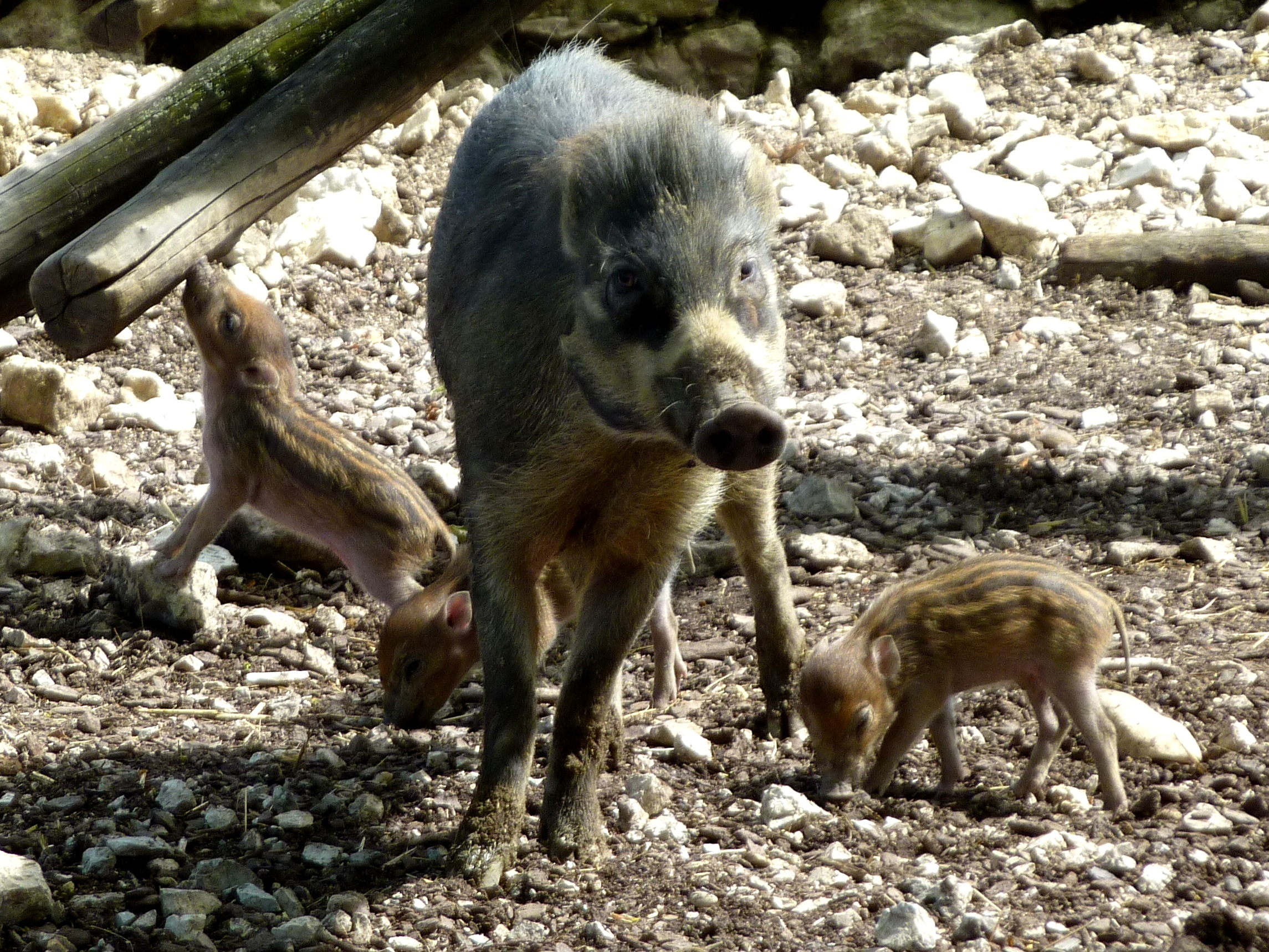
L’espèce porte-drapeau de l’écorégion, le sanglier des Visayas.

L'écorégion contient une combinaison unique de mammifères originaires des îles de la Sonde et des Philippines. Sur les cinquante-six espèces présentes, une est presque endémique (la musaraigne de Mindoro (en)) et six sont endémiques (la plupart sont en danger) : la musaraigne de Negros (en), Crateromys heaneyi, Nyctimene rabori (en), Dobsonia chapmani, le sanglier des Visayas (c'est son espèce porte-drapeau) et le cerf du Prince Alfred. Des sous-espèces de chat-léopard est présent à Negros, Panay et Cebu.
L’écorégion correspond à deux Endemic Bird Area définies par Birdlife International : Negros et Panay, et Cebu. Elles comptent dix espèces presque endémiques : le turnix de Luçon, le petit-duc de Mantanani, le martinet des Philippines, le tchitrec céleste, l’échenilleur barré, le verdin à ailes jaunes, le gobemouche à poitrine grise, le diamant de Luçon, la dicée de Mindoro et le pie-grièche de montagne (en) ; et treize espèces endémiques : la gallicolombe de Negros, le ptilope de Ripley, le calao tarictic, le calao de Walden, l'échenilleur à ailes banches, Rhinomyias albigularis, le shama noir (en), le bulbul à poitrine striée (en), la timalie précieuse, le babillard rayé de Panay, le babillard rayé de Negros, la dicée quadricolore et la dicée à poitrine noire.
Negros est l'une des quatre dernières îles, avec Mindoro, Mindanao et Busuanga, où on trouve le crocodile des Philippines, en danger critique d'extinction. Entre 500 et 1 000 en 1980-1982, ils ne seraient plus que 100 en liberté. À elle seule, l'île de Subuyan compte six mammifères endémiques et 31 espèces d'oiseaux sur 463 km2.

## Menaces et protection

### Menaces
L'écorégion est considérée comme la plus dégradée des Philippines. Les causes principales à cette dégradation sont la déforestation et la faible superficie de zones protégées. À Masbate, les forêts ont été dévastées par l'agriculture, et, à Cebu, seuls 0,3 % de forêts demeurent.

### Protection

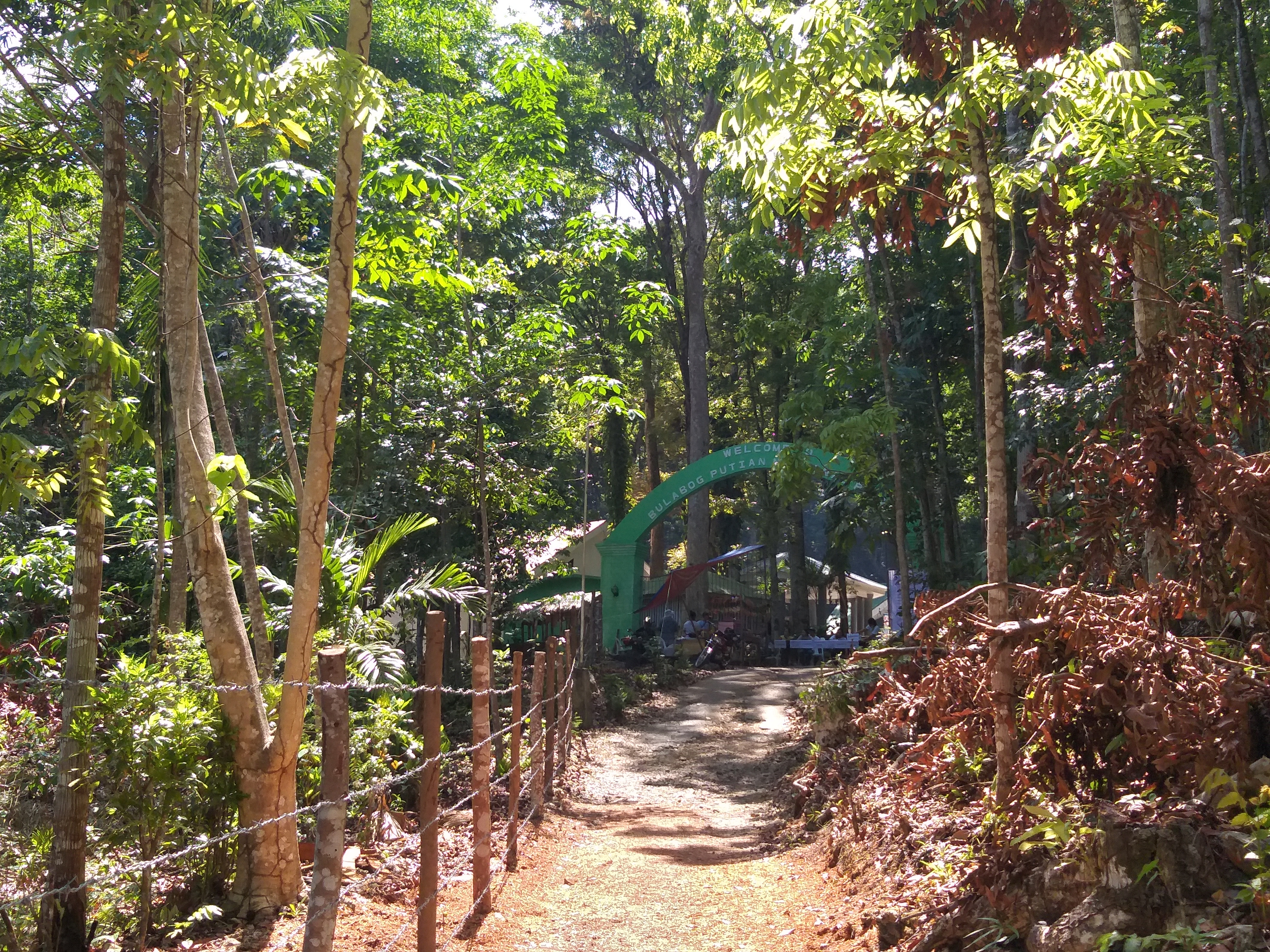
Entrée du.

Selon le fonds mondial pour la nature, une trop faible part de l’écorégion est protégée. 653 km2, soit un peu moins de 2 % de sa superficie totale sont couverts par des aires protégées : le sanctuaire aviaire de Sampunong-Bolo (3 km2), le parc national de Bulabog et Putian (en) (30 km2), le paysage protégé de Cebu central (en) (200 km2), l'aire protégée de Kanlaon (320 km2), le parc national de Sudlon (de) (30 km2), l'aire protégée des îles Olango et le parc national des sources chaudes de Guadalupe-Mabugnao-Mainit (en) (20 km2).